# 猿江神社
猿江神社（さるえじんじゃ）は、東京都江東区猿江にある神社。

## 概要
康平年間（1058年～1065年）に創建された。源義家が前九年の役で出征の途中、当地の入江で家臣の「猿藤太」が亡くなり、現地に祠を建てて葬った。これが当社の起源である。地名の猿江は、猿藤太が亡くなった入江に由来する。
当社の別当寺は、妙寿寺（現在は東京都世田谷区の烏山寺町に移転）であった。
1923年（大正12年）の関東大震災で社殿が焼失したが、1931年（昭和6年）に鉄筋コンクリート造で再建された。その甲斐あって、1945年（昭和20年）の東京大空襲では、焼失を免れることができた。

## 交通アクセス
- 住吉駅 B1出口より徒歩4分。